# Kit Kittredge, sueños de periodista
Kit Kittredge: An American Girl (traducida como Kit Kittredge, sueños de periodista o Kit Kittredge, joven reportera) es una película de comedia dramática estadounidense de 2008 dirigida por Patricia Rozema y escrita por Ann Peacock, basada en las historias de Kit Kittredge de Valerie Tripp. La película se centra en el personaje de American Girl, Kit Kittredge (Abigail Breslin), que vive en Cincinnati, Ohio, durante la Gran Depresión.
Es la primera, y hasta ahora única, película de la serie de películas American Girl que se estrena en cines; los tres primeros fueron películas para televisión. Al igual que con las películas para televisión, Julia Roberts fue una de las productoras ejecutivas.

## Argumento
En junio de 1934, Kit Kittredge (Abigail Breslin) es una niña de diez años que vive en Cincinnati, Ohio, y está decidida a convertirse en reportera. Escribe artículos en la máquina de escribir de su dormitorio del ático mientras el drama se desarrolla en el suelo debajo de ella. La hipoteca de su casa está a punto de ser ejecutada porque su padre (Chris O'Donnell) perdió su concesionario de automóviles y no pudo hacer frente a los pagos. Se fue a Chicago, Illinois, para buscar trabajo y para ganar algo de dinero. Su madre (Julia Ormond) acoge a una extraña variedad de huéspedes, incluido el mago; el Sr. Berk (Stanley Tucci), la instructora de baile; la Srita. Dooley (Jane Krakowski) y la conductora de bibliobús; la Srita. Bond (Joan Cusack).
A nivel local ha habido informes de atracos y robos supuestamente cometidos por vagabundos . Kit investiga y conoce a los jóvenes Will (Max Thieriot) y Countee (Willow Smith), que viven en una jungla de vagabundos cerca del río Ohio y el ferrocarril Erie Lackawanna . Kit escribe una historia sobre el campamento e intenta vendérsela al Sr. Gibson, el malvado editor del periódico de Cincinnati, pero no tiene ningún interés en el tema. Al mismo tiempo, Kit adopta un perro, su madre compra gallinas y Kit vende sus huevos.
Cuando roban una caja cerrada que contiene los tesoros de su madre, se descubre una huella con una estrella que coincide con la de la bota de Will, lo que lo convierte en el principal sospechoso. El sheriff va a buscar a Will y Countee, sin embargo, han abandonado la jungla de vagabundos. Kit, Stirling (Zach Mills) y Ruthie (Madison Davenport) se propusieron investigar los incidentes y limpiar el nombre de Will. Luego resulta que el Sr. Berk, junto con dos cómplices, fueron en realidad los que estaban detrás de los robos, incriminando a Will y al resto de las personas sin hogar por el crimen. Kit luego se convierte en una heroína local. Luego, Kit descubre que Countee ha estado fingiendo ser un niño. El Día de Acción de Gracias, las personas sin hogar le llevan comida a la madre de Kit y el padre de Kit regresa a casa, diciendo que quiere encontrar un trabajo donde pueda estar cerca de su familia. El Sr. Gibson llega para mostrarle a Kit que su artículo está impreso en el principal diario de Cincinnati.

## Elenco
- Abigail Breslin como Margaret Mildred 'Kit' Kittredge
- Chris O'Donnell como Jack Kittredge
- Julia Ormond como Margaret Kittredge
- Joan Cusack como Srta. Lucinda Bond
- Stanley Tucci como Sr. Jefferson Jasper Rene Berk
- Max Thieriot como Will Shepherd
- Jane Krakowski como Srta. May Dooley
- Madison Davenport como Ruthie Smithens
- Zach Mills como Stirling Howard IV
- Austin MacDonald como Roger
- Willow Smith como Countee (Constance)
- Wallace Shawn como Sr. Gibson
- Glenne Headly como Sra. Howard
- Colin Mochrie como Sr. Pennington
- Kenneth Welsh como Tío Hendrick
- Brieanne Jansen como Frances Stone
- Erin Hilgartner como Florence Stone
- Martin Roach como Doctor Vagabundo
- Elisabeth Perez como Compañera #1
- Jordan Rackley como Compañero #2
- Dylan Scott Smith como Frederich

## Desarrollo

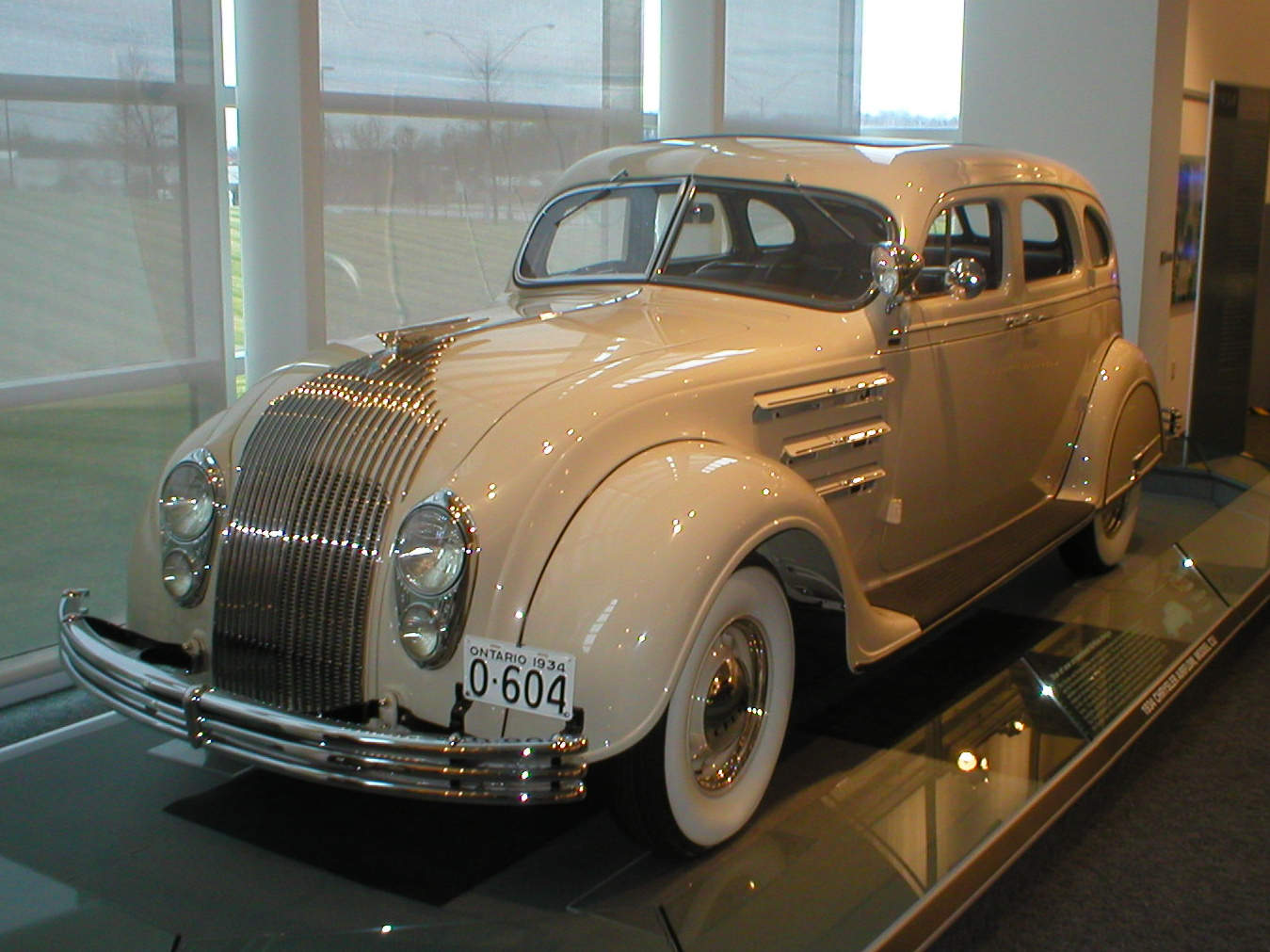
En las escenas de concesionarios de automóviles de la película se utilizó una flota de vehículos, entre ellos un Chrysler Airflow conducido por Jack Kittredge (Chris O'Donnell).

La compañía había discutido durante varios años ideas de un posible largometraje que girase en torno al personaje,  aunque la presidenta de American Girl, Ellen L. Brothers, declaró que "todo era nuevo para nosotros" y tuvo que explorar la viabilidad de una película de acción real mediante la producción de adaptaciones televisivas de personajes de American Girl.  Después del éxito de Samantha: An American Girl Holiday y las siguientes películas para televisión, se consideraron varias opciones para hacer la transición a una película teatral.
La producción de la película, que implicó finalizar el guion y el reparto, los preparativos cinematográficos y la fotografía principal, tomó aproximadamente cuatro meses debido a limitaciones de parte de la disponibilidad de Abigail Breslin antes de comenzar otra producción. También se tuvieron en cuenta los ángulos de la cámara, y el equipo de filmación tuvo cuidado de no filmar áreas u objetos en el lugar del set que estarían fuera de lugar en la ambientación de la década de 1930. También se utilizó una multicámara para acelerar el proceso. El rodaje se realizó en Toronto y sus alrededores, y en Tottenham, Ontario, en el verano de 2007. 
El departamento de vestuario utilizó fotografías antiguas de Dorothea Lange y catálogos antiguos de Sears-Roebuck para crear la ropa del elenco de la época de la Depresión. Como la familia Kittredge gastaría menos en ropa extra, los disfraces se desgastaron con papel de lija y fosfato trisódico, decolorando los colores de la ropa para dar una sensación más envejecida y desgastada.
Entre algunos de los vehículos utilizados en la película, se utilizaron varios Chrysler Airflow de 1934, uno de los cuales fue conducido por el padre de Kit.  Además del Airflow, también se utilizaron un sedán Plymouth PC verde de 1933 y varios Dodge DP de 1933 . El lote de automóviles fue representado como un concesionario Chrysler-Plymouth-Dodge en Cincinnati en 1934. Un antiguo tranvía 'Peter Whit' de la Comisión de Tránsito de Toronto reemplazó a uno de la ciudad de Cincinnati.
Coincidiendo con el estreno de la película, aparecieron videojuegos basados en el personaje, en particular American Girl: Kit Mystery Challenge para Nintendo DS.

## Recepción
La película recibió críticas generalmente favorables de los críticos. En marzo de 2020, el agregador de reseñas Rotten Tomatoes informó que el 80% de los críticos dieron a la película críticas positivas, según 104 reseñas, con el consenso de "Refrescantemente dulce y sincero, el misterio de hacer el bien inspirado en muñecas y libros de Kit puede "Estará dirigido a la preadolescente pero complacerá al público de todas las edades". El sitio también otorgó a la película un Tomate de Oro a la Mejor Película Infantil de 2008.  Metacritic informó que la película obtuvo una puntuación promedio de 63 sobre 100, según 27 reseñas. 
Roger Ebert, del Chicago Sun-Times, otorgó a la película 3 1/2 de 4 estrellas y dijo que "tiene una apariencia excelente, actuaciones atractivas, sustancia real e incluso algunos susurros de ideas políticas".  En un artículo en The New York Times, Jeannette Catsoulis dijo: "Esta película elegante y sincera está repleta de lecciones de vida loables".  Elizabeth Weitzman, del New York Daily News, la calificó de "resueltamente anticuada" y pensó que "el guion parece un poco rígido y moralista a veces", pero añadió: "es difícil criticar una película con una visión tan inteligente y buena". heroína de corazón."  Megan Basham de la revista World dijo: "Incluso si los fanáticos jóvenes no pueden relacionar las luchas de la película con su propia vida, Kit todavía ofrece más que los programas y películas típicamente dirigidos al mercado de niñas preadolescentes. Además del simple enfoque educativo "El valor de darles una imagen para conectar con sus lecciones de historia, la película también se centra en temas más significativos que el materialismo y la belleza defendidos".
Una crítica menos favorable provino de James Verniere de The Boston Herald, calificando la película de "unidimensional" y diciendo: "No tengo nada en contra del tema del empoderamiento dirigido a una audiencia de niñas. Sin embargo, me opongo a una trama que es banal y predecible y actuaciones que abarcan toda la gama desde simplemente aceptable hasta risible."  Josh Larsen del periódico de Illinois The Sun también le dio a Kit una crítica negativa, lamentando que la trama de la película fuera condescendiente hacia su público objetivo, afirmando: " Kit Kittredge: An American Girl sería la película perfecta para niños de 6 a 12 años con mentalidad histórica". niños de 9 años si no estuviera dirigido al nivel intelectual de un niño pequeño". 

## Lanzamiento a medios domésticos
Kit Kittredge: An American Girl se lanzó en DVD y Blu-ray Disc el 28 de octubre de 2008, siendo la única característica especial los avances de American Girl.
La película se estrenó más tarde como parte de un conjunto de 4 discos con otras 3 películas de American Girl, que incluyen características mejoradas en DVD-ROM, como escenas eliminadas, una apariencia de HBO, un reportaje sobre el casting y una mirada a la década de 1930.